# Maria del Mar
Maria del Mar, all'anagrafe Maria del Mar del Castillo (Madrid, 1964), è una conduttrice televisiva, modella e attrice spagnola naturalizzata canadese.

## Biografia
Maria del Mar è nata a Madrid, in Spagna nel 1964 e si trasferisce in Canada per frequentare gli studi. Ha due figli maschi ed è spostata. Dal 2001 al 2003 partecipa alla serie televisiva Blue Murder nel ruolo di Victoria Castillo, interpretazione che la rende nota.

## Filmografia

### Cinema
- Price of Glory, regia di Carlos Ávila (2000)
- Diario di un'ossessione intima (Diary of a Sex Addict), regia di Joseph Brutsman (2001)
- A Touch of Grey, regia di Ian Mah e Sandra Feldman (2009)

### Televisione
- Street Legal - serie TV (1987-1994)
- TekWar - serie TV, 13 episodi (1994)
- Moonshine Highway - film TV (1998)
- Blue Murder - serie TV, 24 episodi (2001-2003)
- Detective Monk (Monk) - serie TV, episodio 1x08 (2003)
- Terminal City - serie TV, 10 episodi (2005)
- La vendetta ha i suoi segreti (Engaged to Kill), regia di Matthew Hastings – film TV (2006)
- I misteri di Murdoch (Murdoch Mysteries) - serie TV, episodi 1x04-1x11 (2008)
- Slasher - serie TV, 2 episodi (2021)

## Premi
- Canadian Comedy Award
  - 2011 - Miglior performance femminile in un lungometraggio per A Touch of Grey
- Gemini Awards
  - 2001 - Candidatura alla miglior interpretazione di un'attrice in un ruolo drammatico da protagonista per Blue Murder
- ACTRA Toronto Awards
  - 2007 - Miglior interpretazione eccezionale femminile per Terminal City

## Doppiatrici italiane
Nelle versioni in italiano delle opere in cui ha recitato, Maria del Mar è stata doppiata da:
- Pinella Dragani in 24 (ep.3x19, 3x20), La vendetta ha i suoi segreti
- Claudia Penoni in Street Legal[1]
- Alessandra Cassioli in TekWar
- Barbara Castracane in Detective Monk
- Fabiana Felici in 24 (ep.3x21)
- Stefania Patruno in The Skulls III
- Giuppy Izzo in Blue Murder